# Condé-Folie
Pour les articles homonymes, voir Condé.
Condé-Folie est une commune française située dans le département de la Somme en région Hauts-de-France.
Depuis le 13 février 2020, la commune fait partie du parc naturel régional Baie de Somme - Picardie maritime.

## Géographie

### Localisation
Condé-Folie est un village picard situé dans le Vimeu, limitrophe du Ponthieu.
Limitrophe de Longpré-les-Corps-Saints, la commune est située à 4 km à l'ouest de Flixecourt, 8 km au nord-est d'Airaines, 8 km au sud-est d'Ailly-le-Haut-Clocher, 17 km au sud-est d'Abbeville et à 24 km au nord-ouest d'Amiens, à vol d'oiseau.
Le territoire de la commune est limitrophe de ceux de quatre communes.
Les communes limitrophes sont  Bettencourt-Rivière, Hangest-sur-Somme, L'Étoile et Longpré-les-Corps-Saints.

### Hydrographie

#### Réseau hydrographique
La commune est située dans le bassin Artois-Picardie. Elle est drainée par la rivière d'Airaines, le canal de la Somme et le marais de Folie,.
L'Airaines, d'une longueur de 13 km, prend sa source dans la commune de Métigny et se jette  dans la Somme canalisée  en rive gauche à L'Étoile, après avoir traversé sept communes.
Le canal de la Somme limite le territoire communal au nord. Projeté en 1725, il est complètement achevé en 1835.

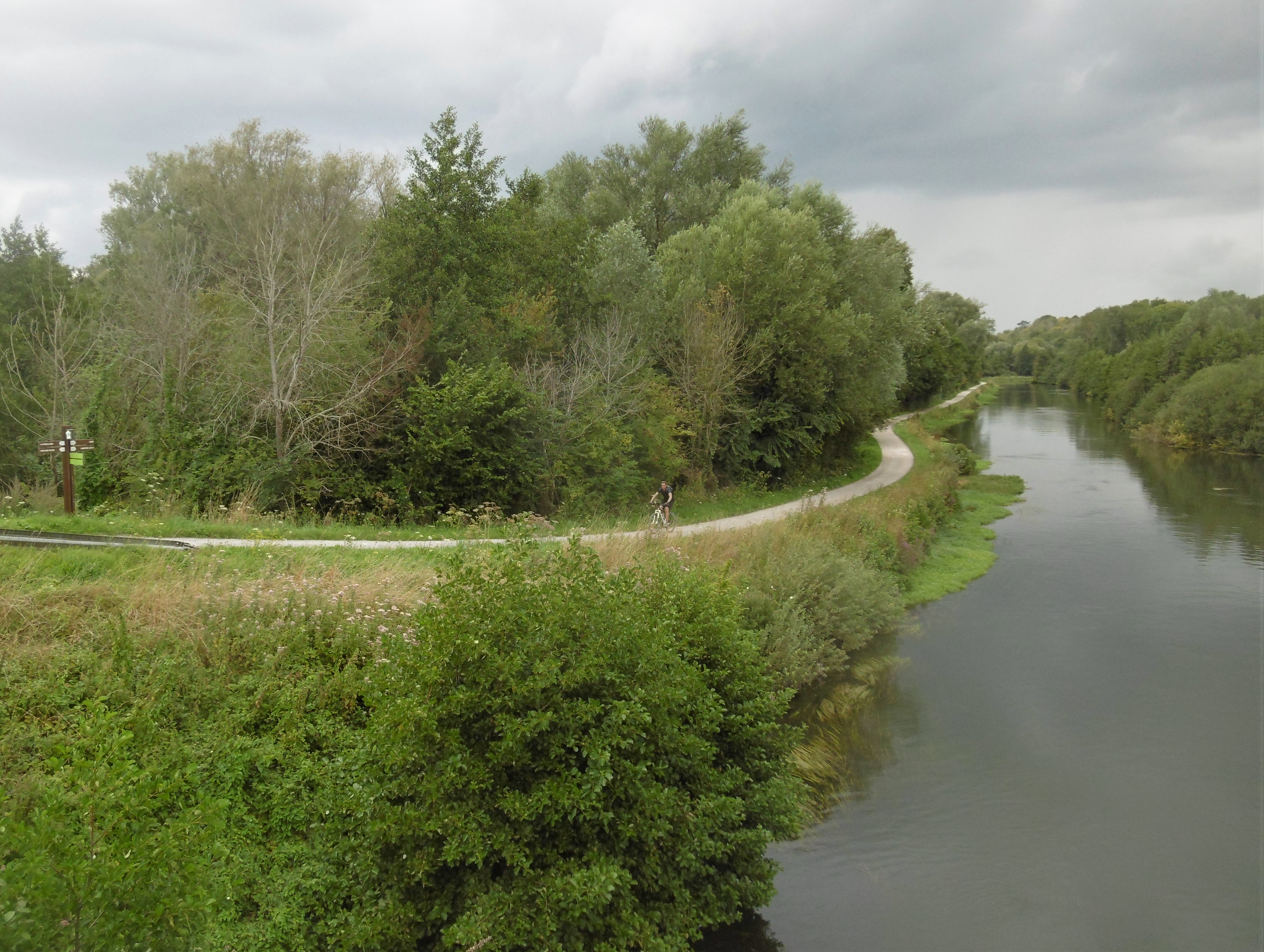
La Somme est bordée par la Véloroute de la vallée de la Somme.
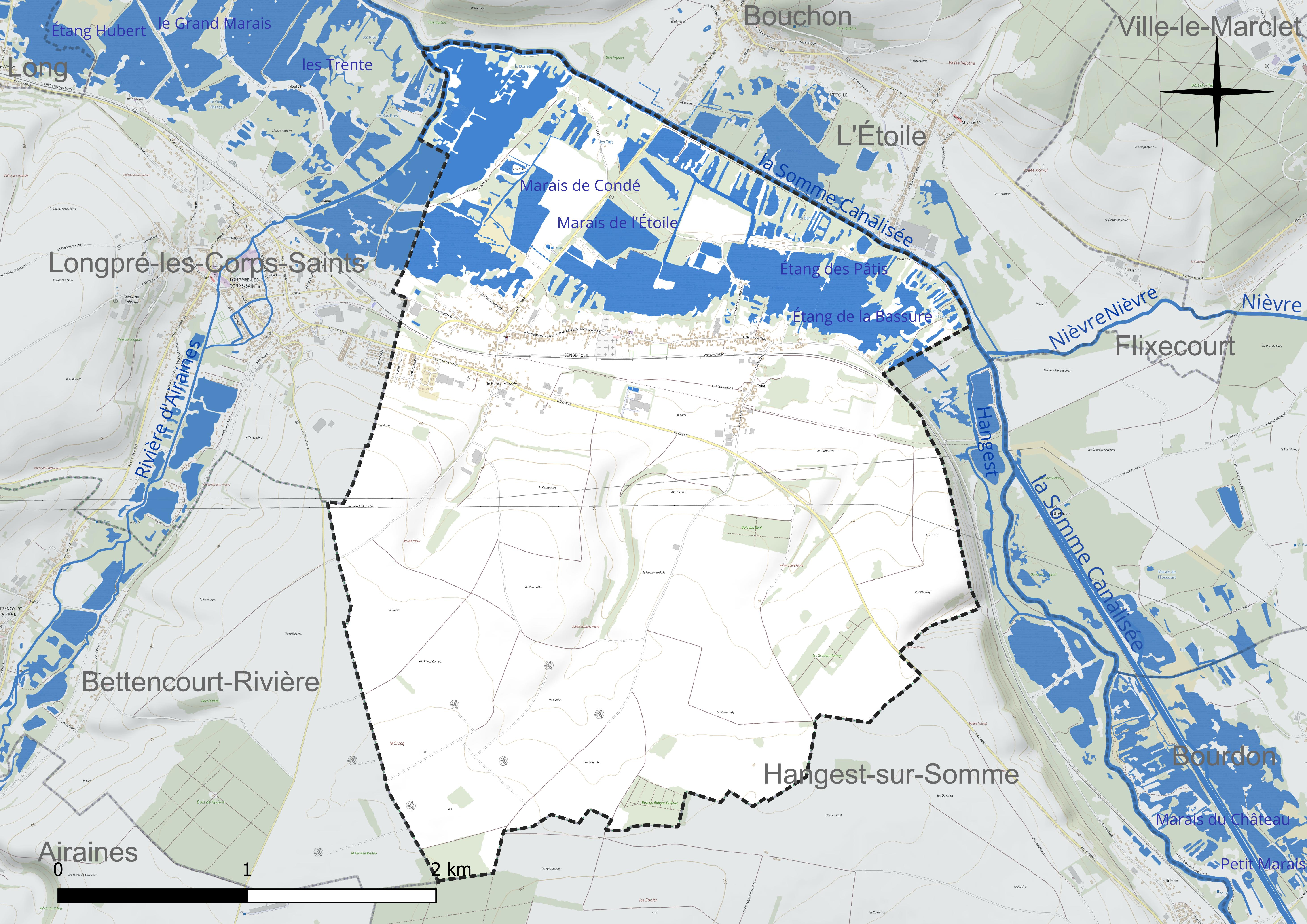
Réseau hydrographique de Condé-Folie.

Cinq plans d'eau complètent le réseau hydrographique : le marais de Condé (7,7 ha), le marais de Folie (3 ha), le marais de l'étoile (6,9 ha), l'étang de la Bassure (16,5 ha) et l'étang des Pâtis (14,4 ha),.

#### Gestion et qualité des eaux
Le territoire communal est couvert par le schéma d'aménagement et de gestion des eaux (SAGE) « Somme aval et Cours d'eau côtiers ». Ce document de planification concerne un territoire de 1 835 km2 de superficie, délimité par le bassin versant de la Somme canalisée. Le périmètre a été arrêté le 29 avril 2010 et le SAGE proprement dit a été approuvé le 6 août 2019. La structure porteuse de l'élaboration et de la mise en œuvre est le syndicat mixte d'aménagement hydraulique du bassin versant de la Somme (AMEVA).
La qualité des cours d'eau peut être consultée sur un site dédié géré par les agences de l'eau et l'Agence française pour la biodiversité.

### Climat
Pour des articles plus généraux, voir Climat des Hauts-de-France et Climat de la Somme.
En 2010, le climat de la commune est de type climat océanique altéré, selon une étude du CNRS s'appuyant sur une série de données couvrant la période 1971-2000. En 2020, Météo-France publie une typologie des climats de la France métropolitaine dans laquelle la commune est exposée à un climat océanique et est dans la région climatique Côtes de la Manche orientale, caractérisée par un faible ensoleillement (1 550 h/an) ; forte humidité de l'air (plus de 20 h/jour avec humidité relative > 80 % en hiver), vents forts fréquents.
Pour la période 1971-2000, la température annuelle moyenne est de 10,7 °C, avec une amplitude thermique annuelle de 12,9 °C. Le cumul annuel moyen de précipitations est de 724 mm, avec 11,6 jours de précipitations en janvier et 8 jours en juillet. Pour la période 1991-2020, la température moyenne annuelle observée sur la station météorologique la plus proche, située sur la commune d'Abbeville à 17 km à vol d'oiseau, est de 11,0 °C et le cumul annuel moyen de précipitations est de 806,2 mm,. Pour l'avenir, les paramètres climatiques de la commune estimés pour 2050 selon différents scénarios d'émission de gaz à effet de serre sont consultables sur un site dédié publié par Météo-France en novembre 2022.

## Urbanisme

### Typologie
Au 1er janvier 2024, Condé-Folie est catégorisée bourg rural, selon la nouvelle grille communale de densité à sept niveaux définie par l'Insee en 2022.
Elle appartient à l'unité urbaine de Longpré-les-Corps-Saints, une agglomération intra-départementale regroupant trois  communes, dont elle est une commune de la banlieue,,. Par ailleurs la commune fait partie de l'aire d'attraction d'Amiens, dont elle est une commune de la couronne,. Cette aire, qui regroupe 369 communes, est catégorisée dans les aires de 200 000 à moins de 700 000 habitants,.

### Occupation des sols
L'occupation des sols de la commune, telle qu'elle ressort de la base de données européenne d'occupation biophysique des sols Corine Land Cover (CLC), est marquée par l'importance des territoires agricoles (64,7 % en 2018), en diminution par rapport à 1990 (71,1 %). La répartition détaillée en 2018 est la suivante : 
terres arables (53,8 %), eaux continentales (15,3 %), forêts (10,2 %), zones urbanisées (9,5 %), prairies (6,8 %), zones agricoles hétérogènes (4,1 %), zones industrielles ou commerciales et réseaux de communication (0,4 %). L'évolution de l'occupation des sols de la commune et de ses infrastructures peut être observée sur les différentes représentations cartographiques du territoire : la carte de Cassini (XVIIIe siècle), la carte d'état-major (1820-1866) et les cartes ou photos aériennes de l'IGN pour la période actuelle (1950 à aujourd'hui).

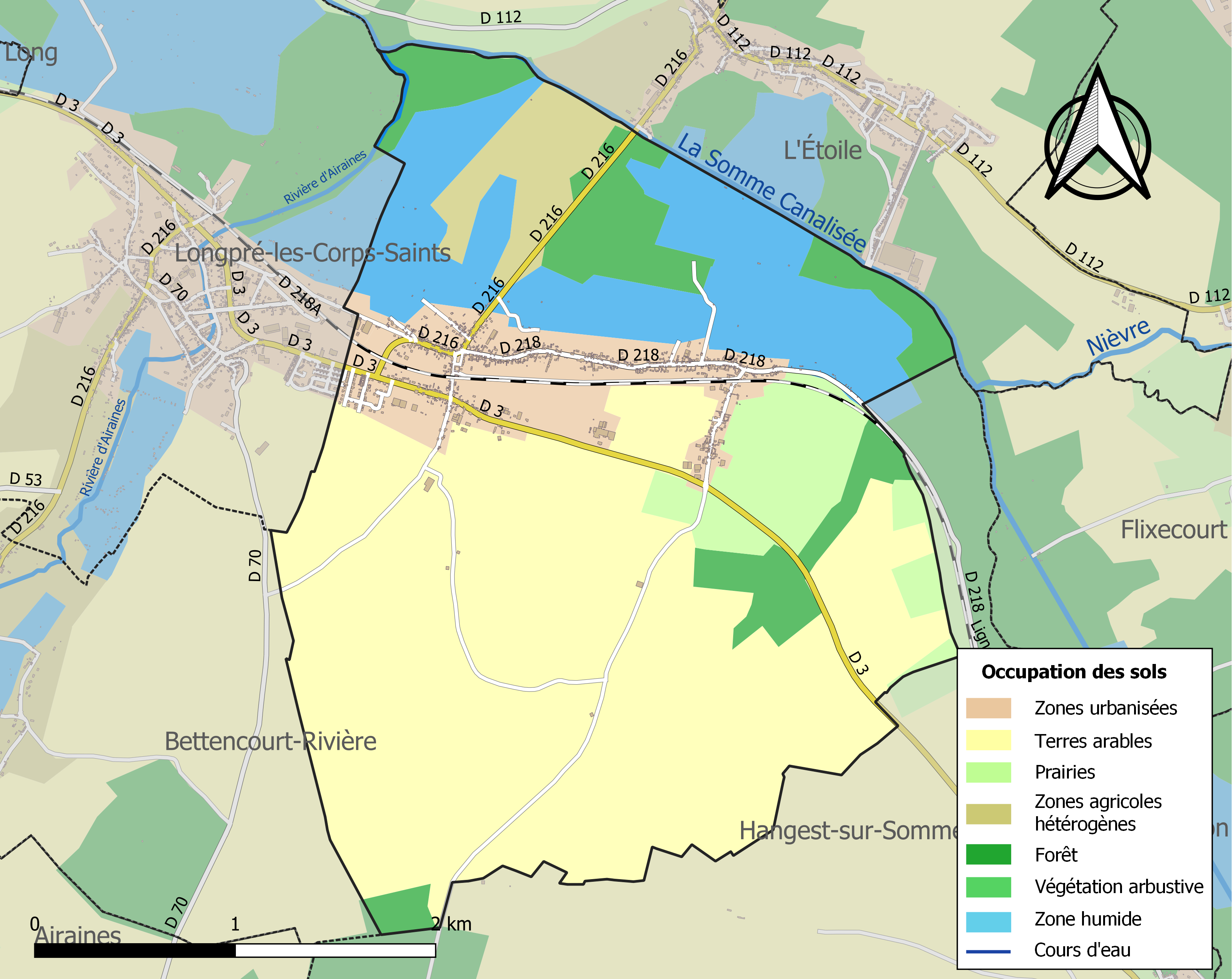
Carte des infrastructures et de l'occupation des sols de la commune en 2018 (CLC).

### Voies de communication et transports
Le village est desservi par les routes départementales 126 et 128.
La commune est desservie par la véloroute de la vallée de la Somme, qui longe le fleuve côtier, elle est traversée par la ligne de Longueau à Boulogne-Ville, mais la station la plus proche est la gare de Longpré-les-Corps-Saints, desservie par  des trains régionaux TER Hauts-de-France, qui effectuent des missions semi-directes ou omnibus entre les gares d'Abbeville et d'Amiens, voire d'Albert (ligne P21).
En 2019, la localité est desservie par la ligne d'autocars no 28 (Saint-Léger - L'Étoile - Flixecourt - Amiens) du réseau inter-urbain Trans'80.

## Toponymie
Condé haut et Condé bas formait une paroisse, Folie haut et Folie bas en formant une autre. Ces deux entités ont fusionné au cours des siècles pour fonder ensemble, "Condé Folie".
Condé est attesté sous les formes Condatus en 1090  ; Condetum en 1106  ; Condet en 1120  ; Condeium en 1199  ; Condé en 1646  ; Condé-Folie en 1756  ; Condé et Follie en 1763  ; Condé-Follies en 1772  ; Condéfolie en 1801.

Condé du gaulois condate, signifiant « confluent », puisque situé à l'origine dans l'angle formé par « le ruisseau de Longpré » et la rivière de Somme, près des rivières et des marais ( à l'ancien confluent de la Somme et de la Nièvre ).
Folie est attesté sous les formes Stulticia en 1301 ; Folie en 1646 ; Follie en 1657.

## Histoire
En 1809, la commune, récemment instituée par la Révolution française, compte un moulin à vent pouvant produire 1 700 kg de farine par jour, produisant sa mouture à la lyonnaise. Les meules du moulin ont été acquises par le meunier à Abbeville.
Le cadastre napoléonien mentionne deux moulins à vent, l'un à Condé au lieudit les Garchettes, l'autre à Folie avec présence de bâtiments au lieudit au Moulin de Folie.
En 1833, le conseil municipal « accepte le projet de reconstruction du pont entre les communes de l'Étoile et Condé-Folie aux conditions suivantes : les communes de l'Étoile et Condé-Folie et le service de la navigation seraient intéressés pour le paiement aux 4/9 et les étrangers à ces deux communes et à la navigation pour les 5/9 restants. Un droit de péage sur ces étrangers sera affecté au service des intérêts et de l'amortissement de la somme empruntée ». Ce pont est reconstruit en 1891.
En 1848, la municipalité décide la démolition de l'ancienne école de garçons, devenue trop vétuste, et, en mai 1849, « un arrêté du ministère de l'intérieur autorise la commune de Condé Folie à construire une maison d'école. Le produit d'extraction de la tourbe, dans quatre portions des marais communaux de Condé et de Folie sera employé au paiement des frais de construction. ». En 1874 sont réalisés des travaux dans l'école des filles — dont c'est la première mention —, qui est laïcisée en 1902. La commune en devient propriétaire en 1903 ; elle accueille alors 56 élèves.
L'usine de tissage est créée à Condé-Folie en 1864 par Fromain et Pivron, puis elle est reprise par les héritiers Fromain.
En 1871, existait un bac payant pour franchir la Somme. Il était alors utilisé par les ouvriers de Folie employés à l'usine Saint Frères des Moulins-Bleus. En période d'inondations, le chemin d'accès était impraticable et les ouvriers devaient effectuer un long détour.
En 1874, les premières cités ouvrières sont construites, permettant aux ouvriers de disposer d'un logement et d'un jardin moyennant un loyer modique prélevé sur le salaire.
En 1879, le conseil municipal demande que le village soit rattaché au bureau de poste de Longpré, en remplacement de celui de Flixecourt ; la commune bénéficie de la mise en place de son propre bureau de poste en 1885. En 1897,  doté d'un emploi de facteur-receveur, ce bureau est relié au service télégraphique.
En décembre 1881, est mise en service la ligne de Canaples à Longroy - Gamaches, via Condé-Folie, mais la halte ferroviaire de Folie est mise en service vers les années 1890 ; le territoire communal est également traversé par la ligne de Longueau à Boulogne-Ville depuis 1847, mais aucune gare n'avait été construite sur cette dernière ligne pour desservir la commune. Le recensement de 1881 mentionne 150 tisseurs, dont 127 hommes et 5 manufacturiers, et même une rue de la Fabrique.
En 1901, il existe toujours un moulin à vent, mais il ne produit plus que 700 kg de farine par jour. En 1904, il est mentionné un moulin à eau à Longpré-les-Corps-Saints, en limite de Condé-Folie, sur l'Airaines et proche de son confluent avec la Somme.
Vers 1911, les frères Saint rachètent le tissage. Paternalistes, ils font installer des coopératives de consommation sous le nom de La Prévoyance. Celle de Condé est installée en face de l'usine, les ouvriers pouvaient y trouver les marchandises nécessaires à la vie de tous les jours : pain, viande, vêtements, linge, chaussures, alcool, charbon.
En 1912, le bureau de poste est déplacé dans l'ancienne maison Lardenois, réaménagée par l'architecte amiénois Cuvillier
Première Guerre mondiale
« Le territoire de Condé Folie a souvent servi de cantonnement aux troupes françaises et britanniques, on peut citer les régiments du 8e Hussards, 4e et 6e Cuirassiers, 16e et 21e Dragons, le 2e Groupe Aviation Escadrille 62. Les propriétaires du village accueillaient les soldats avec leurs chevaux. De ce fait, ils percevaient des indemnités. Ainsi pour un Régiment d'Artillerie de la 6e DC, 1re Batterie, l'ensemble des propriétaires toucha 8,30F pour 3 journées d'officiers, 106 hommes de troupe, 181 chevaux. Chaque propriétaire touchait 1F par jour pour loger un officier, 5 centimes par jour pour loger un homme de troupe, les chevaux n'étaient pas pris en compte. La municipalité devait aussi réagir vite ; ainsi, le 29 décembre 1916, le commandant du dépôt de chevaux malades d'Abbeville avertit le maire que 73 chevaux convoyés par 26 hommes seront en stationnement sur le territoire de Condé-Folie le 30 décembre de 12 heures à 7 heures du matin le lendemain ».
L'entre deux guerres
En 1919, le conseil municipal compte 5 socialistes sur 11 membres, et des conflits sociaux ont lieu à l'usine Saint Frères. « En 1930, dès juillet, commence une grande grève. Le 4 août, les forces de police sont mobilisées, deux pelotons de la garde républicaine sont réunis à Condé et Longpré. La consigne est de dégager les accès aux usines et de faire respecter la liberté du travail ». Après une grève au début du Front populaire qui commence à l'usine le 6 juin 1936, les salaires augmentent de 12 % et le patronat textile de Picardie accepte d'appliquer une convention collective.
Avant la guerre de 1939-1945, on compte 13 cafés dans la commune, qui souvent avaient une autre activité : Café Petit (épicerie), Café Hermand (Épicerie, charcuterie), Café des Pêcheurs, Café Leriche, Café Léontine Gamain, Café Beldame (cartes postales), Café Français (M. Dominois, également maréchal ferrant, tabacs, pompe à essence), Chez Titine, Au Cuirassier Français (M. Mouronval, également hôtel, restaurant, billard), Café Delassus Hénache (également ferme), Café de la Fontaine, Café du Nord (billard) et le Café de l'Usine (M. Miannay). Une halte à Folie, sur la ligne de Canaples à Longroy - Gamaches, facilitait par ailleurs l'accès des pêcheurs aux étangs de la commune.
Seconde Guerre mondiale
Lors de la Bataille de France, au début de la Seconde Guerre mondiale, Condé-Folie est bombardé le 18 mai et de très violents combats ont lieu fin mai 1940, après le passage de la Somme par les Allemands,. Le village subit d'importantes destructions, dont celle du bureau de poste. La découverte de casques de tirailleurs sénégalais, là où ils ont été enterrés avec leurs casques en 1940[pas clair].
Les rues du 22e RMVE et du 53e RICMS rappellent l'action du 22e régiment de marche de Volontaires Étrangers et du 53e Régiment d'infanterie coloniale mixte lors de cette bataille de Condé-Folie.
Le village est en partie reconstruit et la nécropole nationale de Condé-Folie est réalisée sous l'administration du maire de l'époque Kléber Fulgence. En 1954, un nouveau bureau de poste est construit au moyen des dommages de guerre.
Fin du XXe siècle
Sous le mandat de Jean Vermoeren, entre 1983 et 1995, sont construits la salle polyvalente et la station d'épuration, avec réalisation des travaux d'assainissement.

## Politique et administration

### Rattachements administratifs et électoraux
Rattachements administratifs
La commune se trouvait  dans l'arrondissement d'Amiens du département de la Somme. Par arrêté préfectoral du 27 décembre 2016, la commune en est détachée le 1er janvier 2017 pour intégrer l'arrondissement d'Abbeville.
Elle faisait partie du canton de Picquigny. Dans le cadre du redécoupage cantonal de 2014 en France, cette circonscription administrative territoriale a disparu, et le canton n'est plus qu'une circonscription électorale.
Rattachements électoraux
Pour les élections départementales, la commune fait partie depuis 2014 du canton de Flixecourt
Pour l'élection des députés, elle fait partie de la première circonscription de la Somme.

### Intercommunalité
Condé-Folie était membre de la petite  communauté de communes de la Région d'Hallencourt, un établissement public de coopération intercommunale (EPCI) à fiscalité propre créé fin 1995 et auquel la commune avait transféré un certain nombre de ses compétences, dans les conditions déterminées par le code général des collectivités territoriales.
Dans le cadre des dispositions de la loi portant nouvelle organisation territoriale de la République (Loi NOTRe), promulguée le 7 août 2015, qui prévoit que les établissements publics de coopération intercommunale (EPCI) à fiscalité propre doivent avoir un minimum de 15 000 habitants, cette intercommunalité a fusionné avec ses voisines pour former, le 1er janvier 2017, la communauté d'agglomération de la Baie de Somme dont est désormais membre la commune.

### Liste des maires
| Période       | Période                     | Identité                                  | Étiquette | Qualité                                                                                                  |
| ------------- | --------------------------- | ----------------------------------------- | --------- | --- |
| 1790          | 1792                        | Pierre Danten (1750-1816)                 |           | |
| 1792          | 1794                        | Honoré Beldame 1759-1848)                 |           | |
| 1794          | 1795                        | Pierre Antoine Leblond (1766-1818)        |           | |
| 1795          | 1800                        | Jean-Charles Tillier (1758-1844)          |           | |
| 1800          | mai 1813                    | Pierre Charles du Liège                   |           | |
| mai 1813      | décembre 1826               | Pierre Charles Henry du Liège (1792-1826) |           | |
| décembre 1826 | décembre 1830               | Charlemagne Dailly (1768-1830)            |           | |
| 1830          | 1837                        | Louchet François Magloire (1775-1837)     |           | |
| 1837          | 1856                        | Modeste Tillier (1803-1856)               |           | |
| 1856          | 1873                        | Charles Henri Danten (1816-1873)          |           | |
| avril 1873    | juillet 1877                | Ambroise Florentin Danten                 |           | |
| août 1877     | octobre 1893                | Charles Éloi Machy                        |           | |
| décembre 1893 | 1900                        | Auguste Tillier                           |           | |
| mai 1900      | 1908                        | Édouard Oscar Danten (1848-1917)          |           | |
| 1908          | mai 1935                    | Charles Léon Coffinier (1878-1967)        |           | Mobilisé pendant la Première Guerre mondiale Il est suppléé d'août 1914 à février 1919 par M. Parmentier |
| 1935          | 1965                        | Kléber Raoul Fulgence (1886-1972)         |           | |
| 1965          | 1983                        | Léonce Willerval                          |           | |
| 1983          | 1995                        | Jean Vermoeren (1934-)                    |           | |
| 1995          | 2008                        | Daniel Bailly (1939-)                     |           | |
| mars 2008     | mai 2020                    | Jean-Paul Polosse                         |           | Vice-président de la CC de la Région d'Hallencourt (2014 → 2016)                                         |
| mai 2020      | En cours (au 23 avril 2023) | Didier Danten                             |           | |

### Politique de développement durable
Cinq éoliennes ont été implantées dans la commune en 2019, formant avec deux appareils implantés à Bettencourt-Rivière un parc de sept aérogénérateurs de 119 m de hauteur maximale.

## Population et société

### Démographie
L'évolution du nombre d'habitants est connue à travers les recensements de la population effectués dans la commune depuis 1793. Pour les communes de moins de 10 000 habitants, une enquête de recensement portant sur toute la population est réalisée tous les cinq ans, les populations de référence des années intermédiaires étant quant à elles estimées par interpolation ou extrapolation. Pour la commune, le premier recensement exhaustif entrant dans le cadre du nouveau dispositif a été réalisé en 2006.

En 2022, la commune comptait 876 habitants, en évolution de −4,37 % par rapport à 2016 (Somme : −1,26 %, France hors Mayotte : +2,11 %).
| 1793 | 1800 | 1806 | 1821  | 1831  | 1836  | 1841  | 1846  | 1851  |
| ---- | ---- | ---- | ----- | ----- | ----- | ----- | ----- | ----- |
| 950  | 902  | 999  | 1 034 | 1 135 | 1 137 | 1 167 | 1 199 | 1 275 |

| 1856  | 1861  | 1866  | 1872  | 1876  | 1881  | 1886  | 1891  | 1896  |
| ----- | ----- | ----- | ----- | ----- | ----- | ----- | ----- | ----- |
| 1 221 | 1 297 | 1 284 | 1 264 | 1 167 | 1 091 | 1 116 | 1 123 | 1 154 |

| 1901  | 1906  | 1911  | 1921 | 1926 | 1931 | 1936 | 1946 | 1954 |
| ----- | ----- | ----- | ---- | ---- | ---- | ---- | ---- | ---- |
| 1 068 | 1 051 | 1 029 | 957  | 914  | 930  | 937  | 831  | 866  |

| 1962 | 1968 | 1975 | 1982 | 1990 | 1999 | 2006 | 2011 | 2016 |
| ---- | ---- | ---- | ---- | ---- | ---- | ---- | ---- | ---- |
| 875  | 904  | 798  | 778  | 798  | 816  | 851  | 915  | 916  |

| 2021 | 2022 | - | - | - | - | - | - | - |
| ---- | ---- | - | - | - | - | - | - | - |
| 888  | 876  | - | - | - | - | - | - | - |

### Enseignement

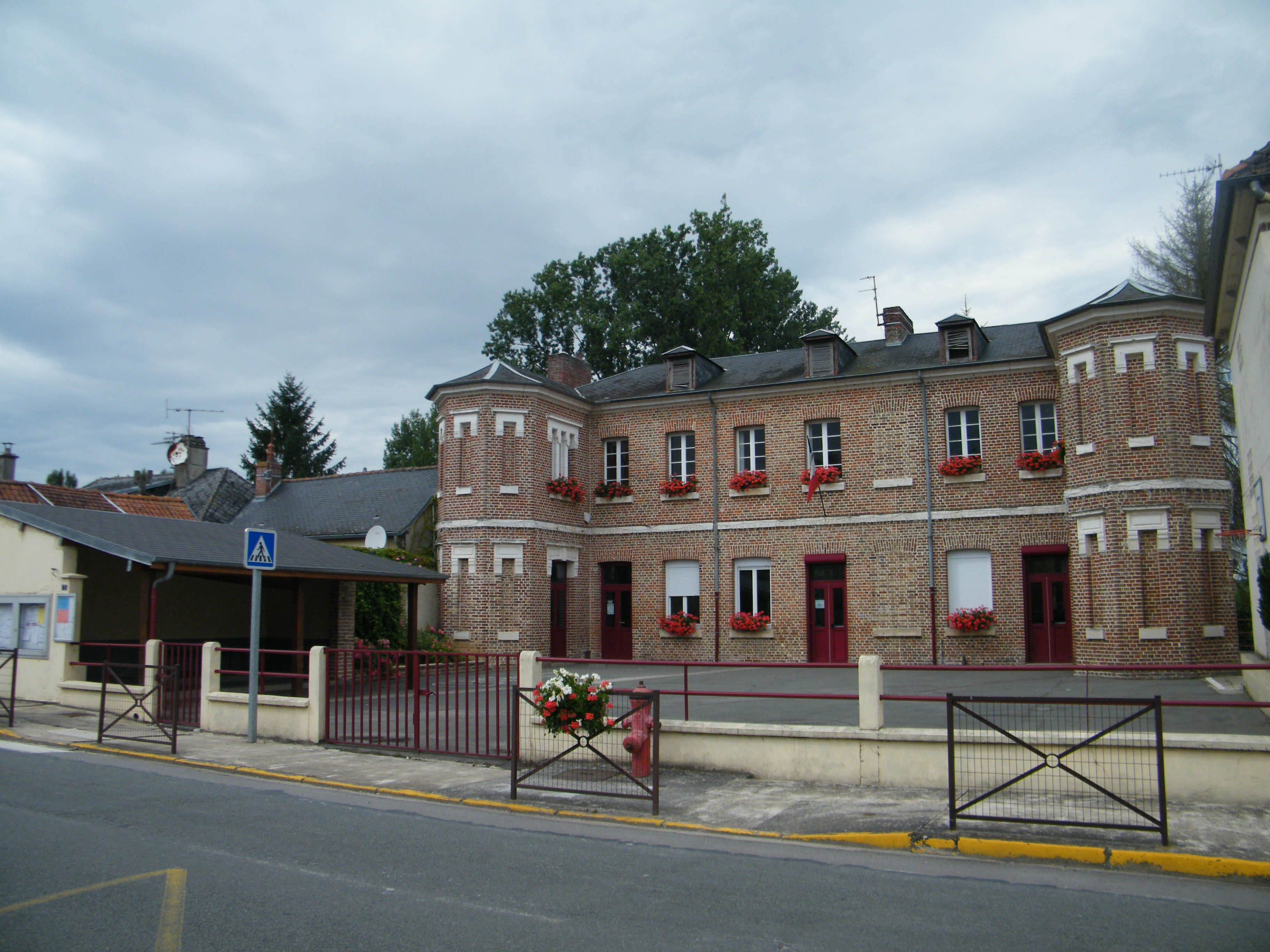
L'école.

En 2016, l'école communale publique accueille 79 écoliers en primaire.

## Culture locale et patrimoine

### Lieux et monuments
- Église Notre-Dame-de-la-Visitation. Les deux piliers, à l'entrée, sous le clocher, proviennent de l'église primitive, complètement disparue. Cette église renferme un groupe sculpté en bois de la Visitation  Classé MH (1983), attribué à Jean-Baptiste Carpentier.
- Nécropole nationale de Condé-Folie, cimetière militaire français de la Seconde Guerre mondiale situé entre la voie ferrée Amiens-Boulogne et les étangs de la vallée de la Somme. Il abrite les corps de 3 312 militaires, dont un soviétique.
De 1953 à 1957, la nécropole est  agrandie pour accueillir des corps de soldats français tombés dans la Somme au cours de la Seconde Guerre mondiale, exhumés des cimetières communaux du département.
Le 26 juin 1956, les dépouilles des 135 tirailleurs sénégalais du 24e R.T.S.. qui reposaient dans le cimetière communal d'Aubigny y sont transférés, ainsi que 31 autres dépouilles provenant du cimetière militaire provisoire de Picquigny.

- Monument aux morts, édifié .le long de l'église dans les années 1920 et  déplacé depuis près du cimetière. Il représente un soldat de 1918 avec son fusil.et honore les morts pour la France de la commune lors des guerres de 1914-1918 et de 1939-1945[47]
- Une aire aménagée accueille les touristes à l'entrée de la commune, près du marais de Condé[48].

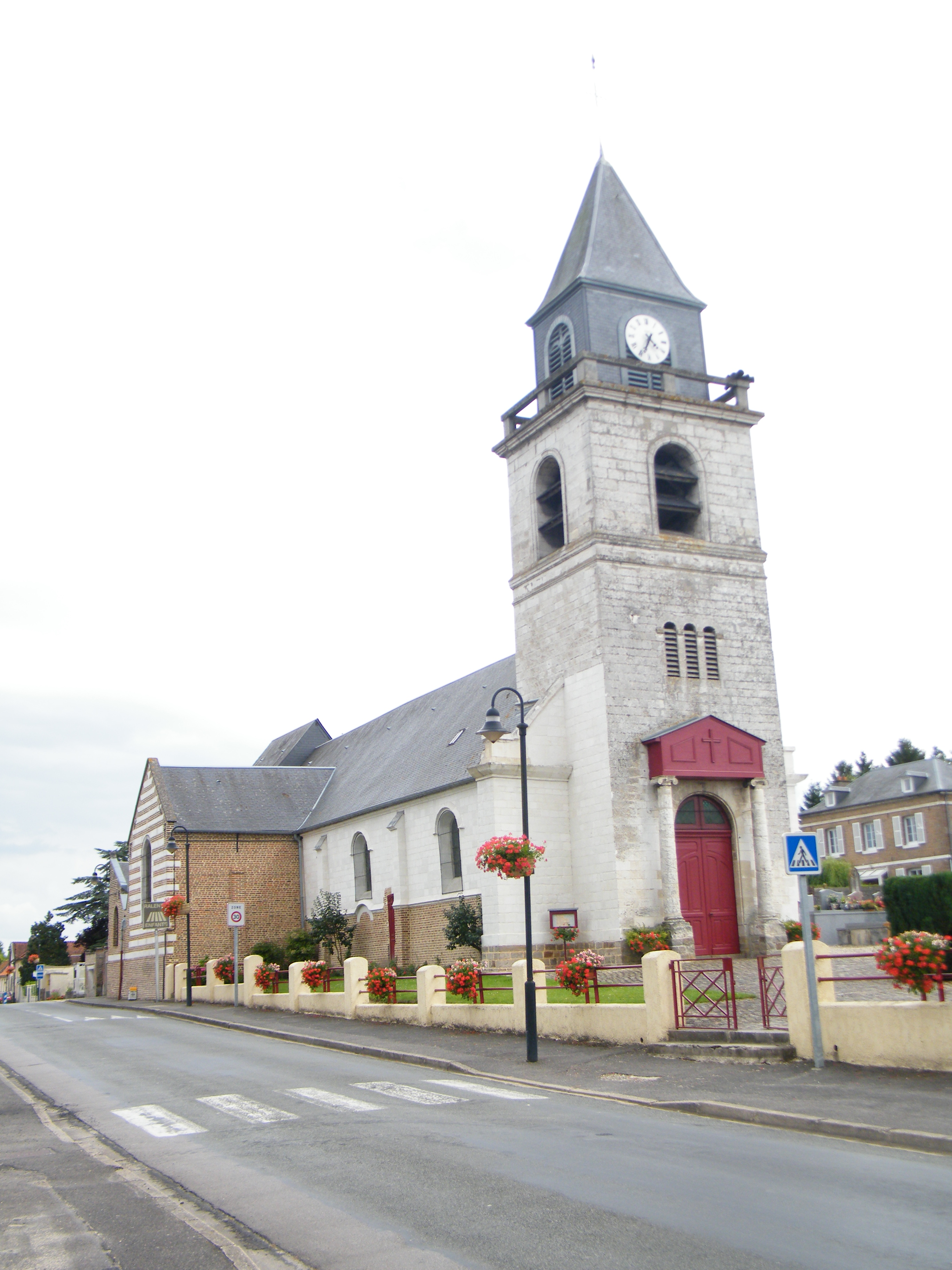
L'église Saint-Pierre.
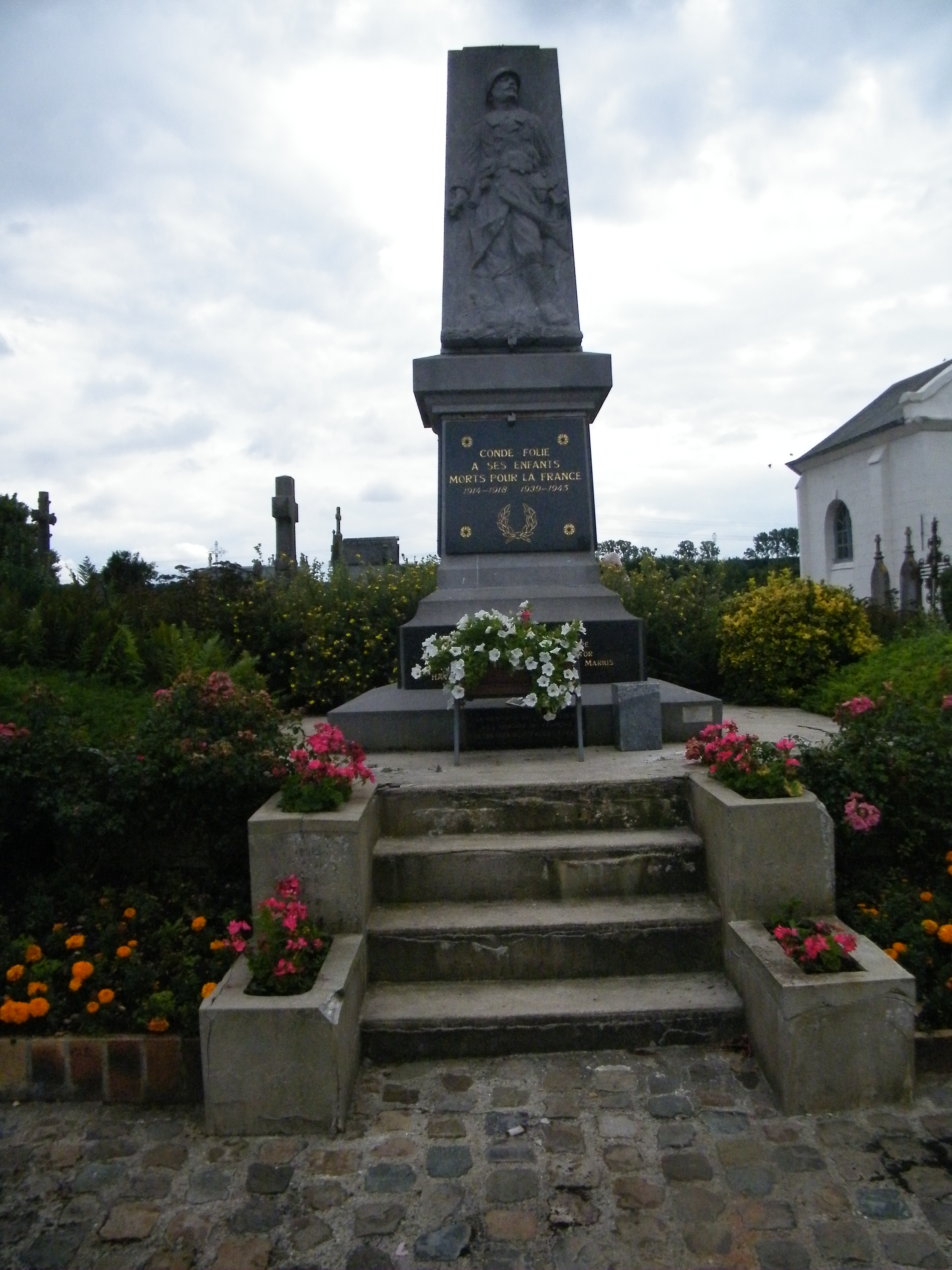
Monument aux morts, dans le cimetière.
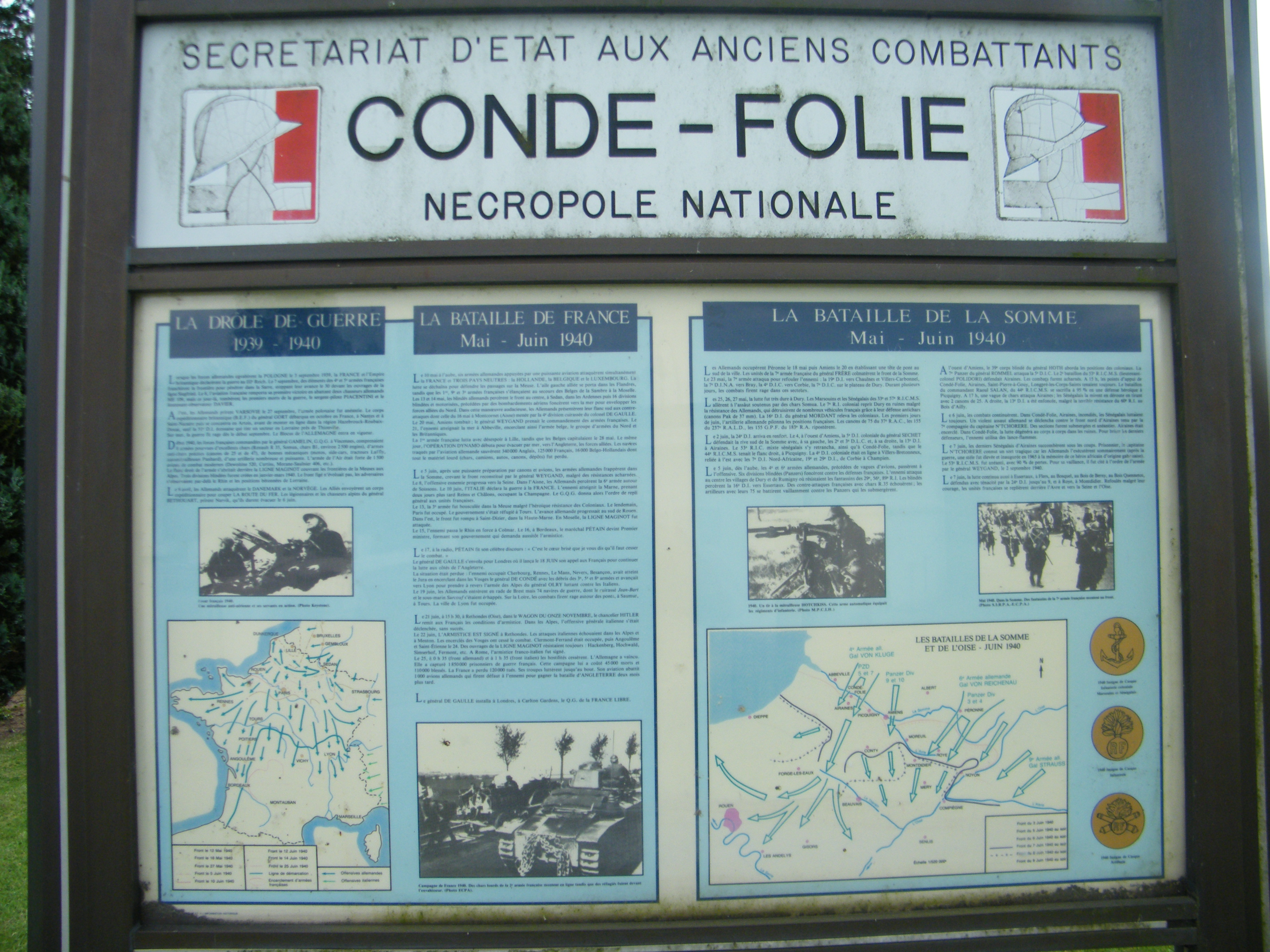
Informations, à l'entrée de la nécropole.
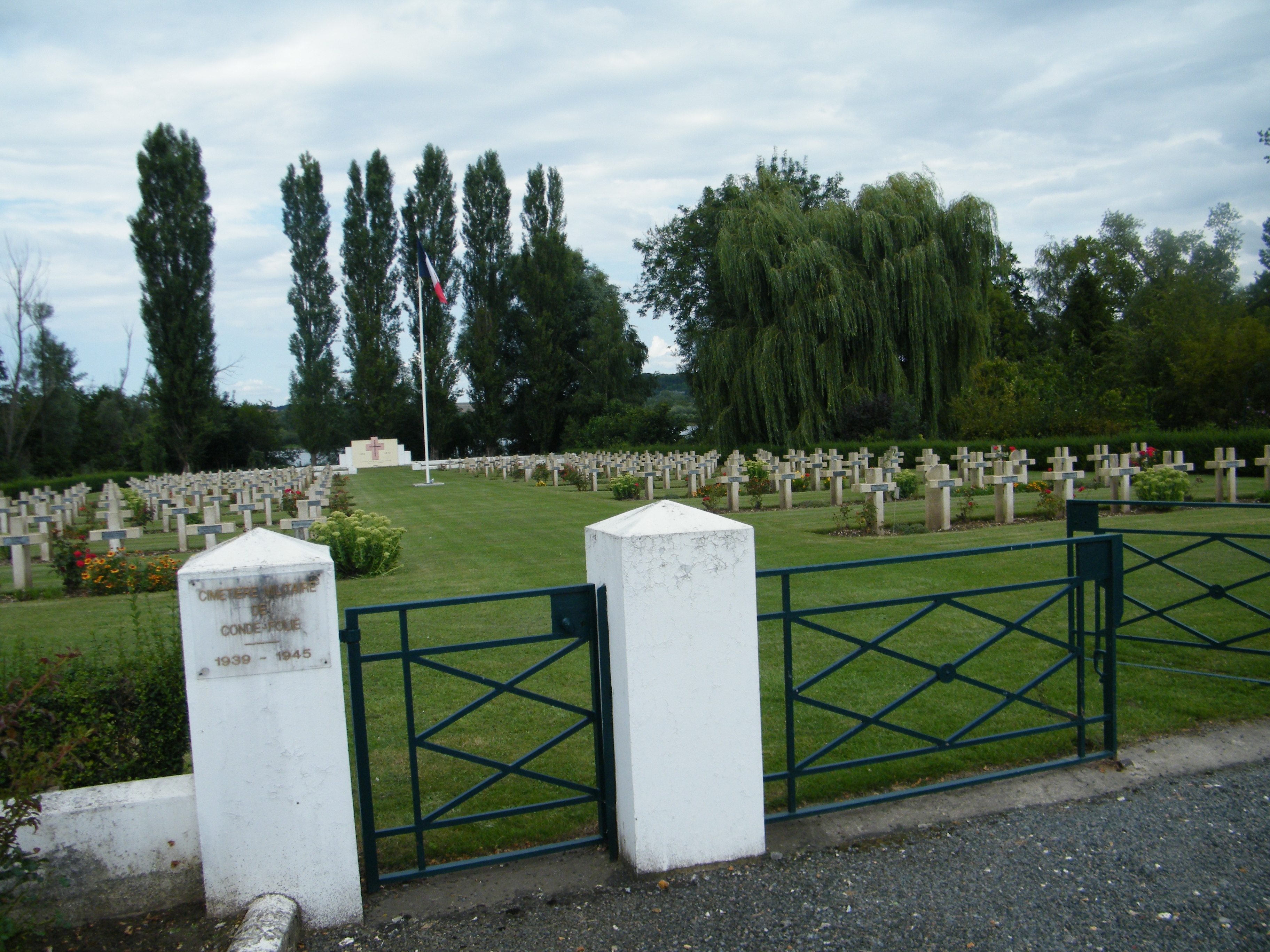
Entrée de la nécropole militaire française.
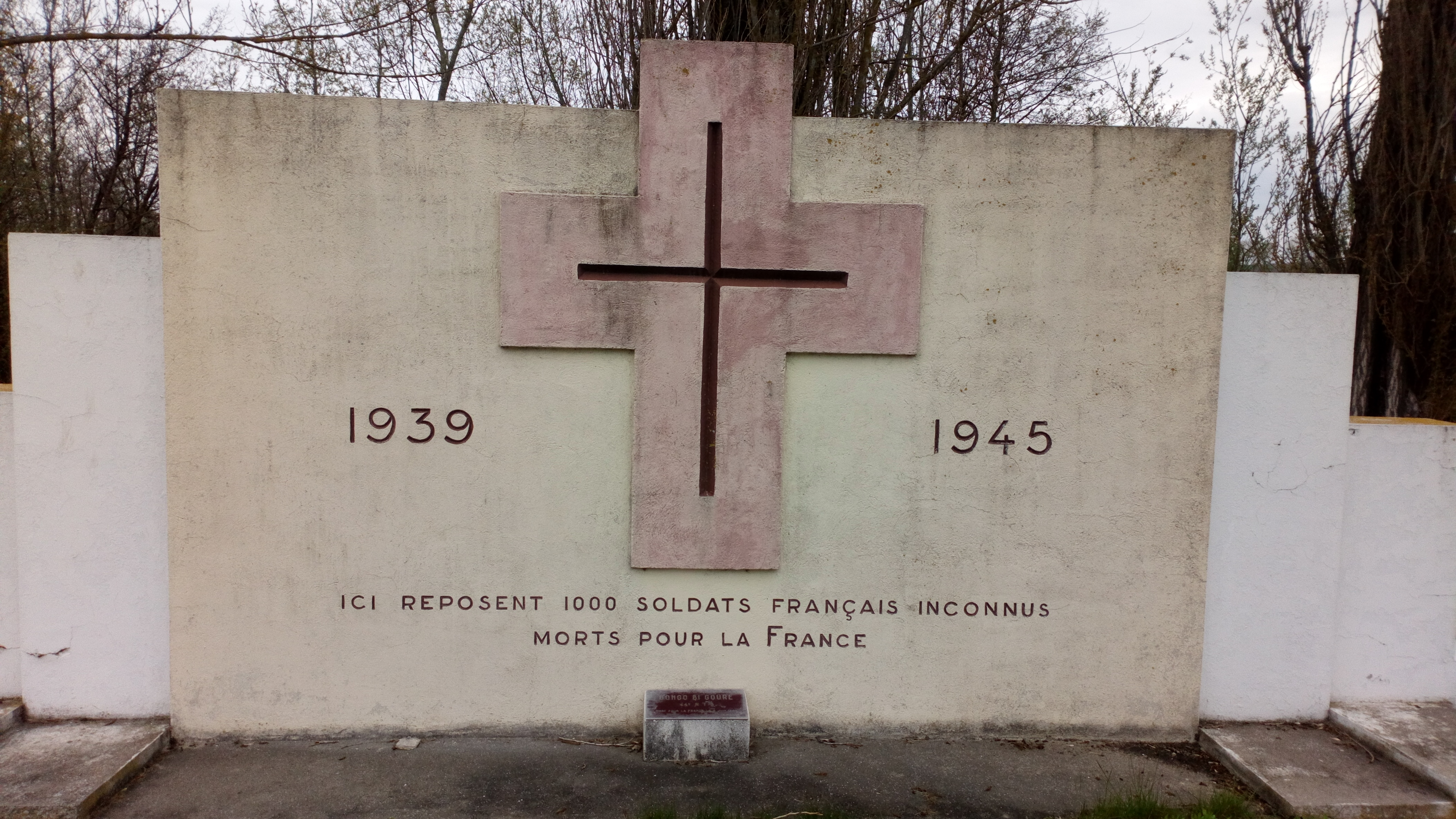
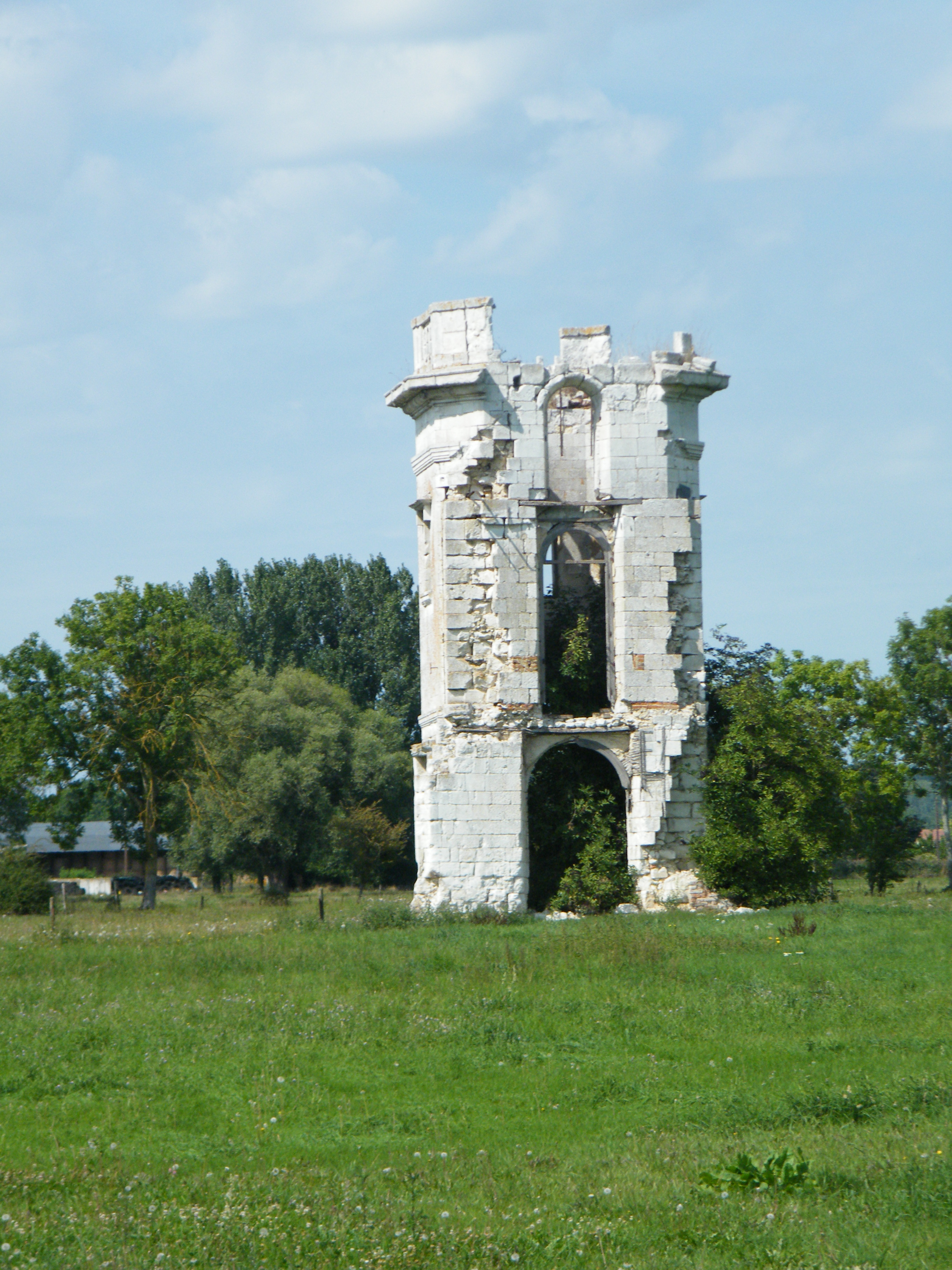
Ruines à Liercourt.

### Personnalités liées à la commune
- Jacques Aliamet de Condé (1738 - 1789), conseiller du roi, président trésorier général de France à Amiens, est le dernier seigneur de Condé[49].

### Héraldique
| Blason de Condé-Folie | Blason  | Divisé en chevron : au 1er d'or à deux panelles [feuilles de peuplier] de sinople, au 2e de sinople au gardon d'argent ; au chevron de gueules chargé de cinq coquilles d'argent. Blason adopté en conseil municipal le 17 juin 2016. Condé et Folie ont inspiré la création. |
| Blason de Condé-Folie | Détails | Le statut officiel du blason reste à déterminer. |